# Gateway Stadium
Gateway Stadium ist ein Mehrzweckstadion in Ijebu-Ode, Bundesstaat Ogun, Nigeria. Es hat eine Kapazität von 14.500 Zuschauern, wird derzeit hauptsächlich für Fußballspiele genutzt und ist die Heimspielstätte des FC Ebedei und des Sunshine Stars FC
Letzterer trägt seine Heimspiele seit dem 14. November 2010 hier aus und schlug am damaligen 2. Spieltag den Titelverteidiger FC Enyimba mit 2:1. Der Umzug wurde nötig, da die eigentliche Heimspielstätte, das Akure Township Stadium, nicht den Standards der Nigerianischen Premier League genügte.
Im Vorfeld der U-17-Fußball-Weltmeisterschaft 2009 wurde es renoviert.